# Ganzhousaurus
Ganzhousaurus (лат.) — род тероподных динозавров из семейства овирапторид, найденный впервые в верхнемеловой формации Наньсюн в Китае. Обнаружен в маастрихтском горизонте и включает единственный вид Ganzhousaurus nankangensis. Отличается сочетанием примитивных и продвинутых признаков.

## Систематика
Филогенетический анализ помещает Ganzhousaurus в семейство овирапторид. Точное его положение в этом семействе неизвестно; результаты одного исследования указывают на принадлежность рода к подсемейству Oviraptorinae, а другого — к более продвинутой группе, близко родственной Ingeniinae. Тем не менее, он также имеет некоторое сходство с базальным ценагнатидом гигантораптором.

## Палеобиология
Ganzhousaurus делил среду обитания, по крайней мере, с 4 другими видами овирапторид: Jiangxisaurus ganzhouensis, Nankangia jiangxiensis, Banji long и ещё одним неназванным видом. Такое биологическое разнообразие стало возможным благодаря разделению биологических ниш, где Ganzhousaurus был, главным образом, растительноядным животным.